# Agata Kryska-Ziętek
Agata Kryska-Ziętek (ur. 8 lipca 1978 w Krakowie) – polska aktorka niezawodowa. Córka Ewy Ziętek.

## Filmografia
- 2023: U Pana Boga w Królowym Moście jako Luśka Cielęcka
- 2009: U Pana Boga za miedzą jako Luśka Cielęcka
- 2008: U Pana Boga w ogródku jako Luśka Cielęcka, żona Mariana
- 2007: U Pana Boga w ogródku jako Luśka Wołkołycka, córka komendanta
- 1984: Fetysz jako Agata, córka Rudego